# Raport Leuchtera
Raport Leuchtera zakwalifikowany jest jako „kłamstwo oświęcimskie”, rozpowszechnianie go lub poglądów w nim zawartych jest w Polsce karalne. (art. 55 Ustawy z dnia 18 grudnia 1998 r. o Instytucie Pamięci Narodowej – Komisji Ścigania Zbrodni przeciwko Narodowi Polskiemu: zaprzeczanie publicznie i wbrew faktom zbrodniom, o których mowa w art. 1 pkt 1 powyższej ustawy, jest przestępstwem ściganym z urzędu zagrożonym grzywną lub karą pozbawienia wolności do lat 3).
Raport Leuchtera – potoczna nazwa publikacji Freda A. Leuchtera: The Leuchter Report: An Engineering Report on the Alleged Execution Chambers at Auschwitz, Birkenau, and Majdanek Poland wydanej 1988, w Kanadzie, nakładem Samisdat Publishers Ernsta Zündela. W Wielkiej Brytanii ukazała się pod tytułem Auschwitz: The End of the Line: The Leuchter Report – The First Forensic Examination of Auschwitz.

## Charakterystyka raportu
Na zlecenie obrony oskarżonego w Kanadzie o propagowanie negacjonizmu Ernsta Zündela Leuchter przeprowadził na własną rękę (bez zezwolenia i nadzoru) badania śladów w ruinach komór gazowych na terenie kilku hitlerowskich obozów zagłady. Stwierdzone przez chemiczną ekspertyzę w USA ślady Cyklonu B Leuchter określił jako nikłe i zinterpretował jako ślady dezynfekcji pomieszczeń. W konkluzji podważył fakt istnienia w obozach hitlerowskich komór gazowych służących do zabijania ludzi.
Oparty na kilku błędnych założeniach, zawierający szereg podstawowych błędów merytorycznych i warsztatowych raport nie znalazł uznania poza kręgami negacjonistów, w których przyjęto go z entuzjazmem, do dziś obficie cytując, np. David Irving po opublikowaniu raportu ostatecznie oficjalnie zadeklarował się jako tzw. rewizjonista.
Tezy Leuchtera podjął na początku lat 90. niemiecki chemik, zaangażowany negacjonista, Germar Rudolf. W 1992 r. Rudolf ogłosił ekspertyzę o „tworzeniu się i wykrywalności związków cyjanowodoru w komorach gazowych Oświęcimia”, dokładniejszą i korygującą błędy Leuchtera.
W 1994 r. Instytut Ekspertyz Sądowych w Krakowie przeprowadził ponownie badania śladów pestycydu w ścianach komór gazowych byłych obozów koncentracyjnych Auschwitz i Birkenau. Opublikowane wyniki badań całkowicie wykluczają tezy raportu Leuchtera.